# Liste der Bodendenkmale in Wittenberge
In der Liste der Bodendenkmale in Wittenberge sind alle Bodendenkmale der brandenburgischen Gemeinde Wittenberge und ihrer Ortsteile aufgelistet. Grundlage ist die Veröffentlichung der Landesdenkmalliste mit dem Stand vom 31. Dezember 2020.
Die Baudenkmale sind in der Liste der Baudenkmale in Wittenberge aufgeführt.

## Bodendenkmale
| Gemarkung          | Flur                   | Kurzansprache                                                          | Bodendenkmalnummer | Bemerkung | Bild |
| ------------------ | ---------------------- | ---------------------------------------------------------------------- | ------------------ | --------- | ---- |
| Wittenberge (Lage) | 13, 14, 15, 16, 17, 18 | Altstadt deutsches Mittelalter, Altstadt Neuzeit                       | 111530             |           |      |
| Wittenberge (Lage) | 15, 17, 19             | Burg deutsches Mittelalter, Burg Neuzeit                               | 111531             |           |      |
| Wittenberge (Lage) | 12, 13                 | Burg deutsches Mittelalter                                             | 111532             |           |      |
| Wittenberge (Lage) | 11, 12, 13             | Wüstung deutsches Mittelalter, Siedlung Eisenzeit, Siedlung Bronzezeit | 111533             |           |      |